# لقلقي أليف الجبال
لقلقي أليف الجبال (الاسم العلمي:Pelargonium oreophilum) هو نوع من النباتات يتبع جنس اللقلقي من الفصيلة الغرنوقية.